# Xã Nebish, Quận Beltrami, Minnesota
Xã Nebish (tiếng Anh: Nebish Township) là một xã thuộc quận Beltrami, tiểu bang Minnesota, Hoa Kỳ. Năm 2010, dân số của xã này là 290 người.